# MGA Entertainment Inc.
 (novembre 2019).
Si vous disposez d'ouvrages ou d'articles de référence ou si vous connaissez des sites web de qualité traitant du thème abordé ici, merci de compléter l'article en donnant les références utiles à sa vérifiabilité et en les liant à la section « Notes et références ».
MGA Entertainment Inc. est une entreprise américaine spécialisée dans la fabrication de jouets et de produits de divertissement pour enfants. Elle a été fondée en 1979.

## Produits
Cette entreprise est à l'origine de plusieurs produits : 
- la ligne de poupées de mode Bratz depuis 2001.
- Lala Loopsy (2010-2015)
- Rainbow High depuis 2020.